# Isaäc Lambertus Cremer van den Berch van Heemstede
 Isaäc Lambertus Cremer van den Berch van Heemstede, né à Zaltbommel le 6 janvier 1811 et mort à La Haye le 2 juillet 1879, est un riche avocat, homme politique et graveur néerlandais. Il est le père de Isaäc Burchard Diederik van den Berch van Heemstede.

## Carrière
- Membre du conseil communal de Leyde (1836-1849)
- Membre des États provinciaux de Hollande-Méridionale (1840-1873)
- Membre de la Députation provinciale de Hollande-Méridionale (1849-1873)
- Membre de la seconde Chambre (1873-1879)

## Distinctions
- Chevalier de l'ordre du Lion néerlandais